# Bazancourt (Marne)
Pour les articles homonymes, voir Bazancourt.
Bazancourt est une commune française, située dans le département de la Marne en région Grand Est.

## Géographie

### Situation
Bazancourt est une petite ville du nord-est de la France, située dans le département de la Marne, au nord de Reims. Elle compte une population d'environ 2 000 habitants.
La commune est desservie par la gare de Bazancourt où s'arrêtent des trains TER Grand Est qui effectuent des missions entre les gares de Reims (ou Champagne-Ardenne TGV, ou Épernay) et Sedan via Charleville-Mézières.

### Communes limitrophes
Les communes limitrophes sont  Boult-sur-Suippe, Isles-sur-Suippe, L'Écaille et Pomacle.
|                  | L'Écaille  |                  |
| Boult-sur-Suippe | Bazancourt | Isles-sur-Suippe |
|                  | Pomacle    |                  |

### Hydrographie

#### Réseau hydrographique
La commune est dans la région hydrographique « la Seine du confluent de l'Oise (inclus) à l'embouchure » au sein du bassin Seine-Normandie. Elle est drainée par la Suippe, le ru le Petit, divers bras de la Suippe et divers autres petits cours d'eau,.
La Suippe, d'une longueur de 82 km, prend sa source dans la commune de Tailly et se jette  dans l'Aisne à Saint-Juvin, après avoir traversé 27 communes. Elle coule au nord-ouest par le milieu de la commune et traverse le village tout en arrosant jardins publics et privés pour égayer les Balades Fleuries.

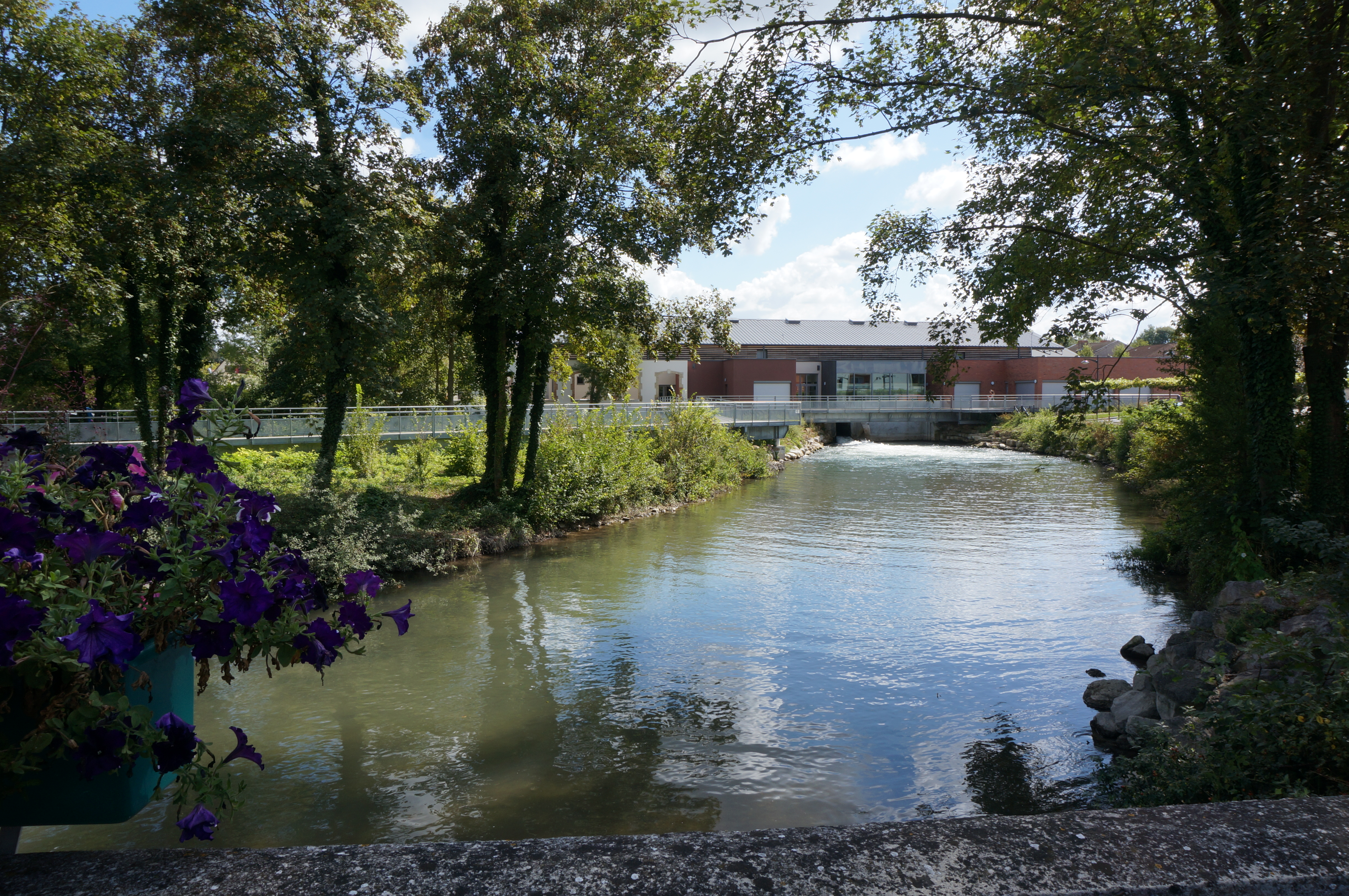
Balades Fleuries.
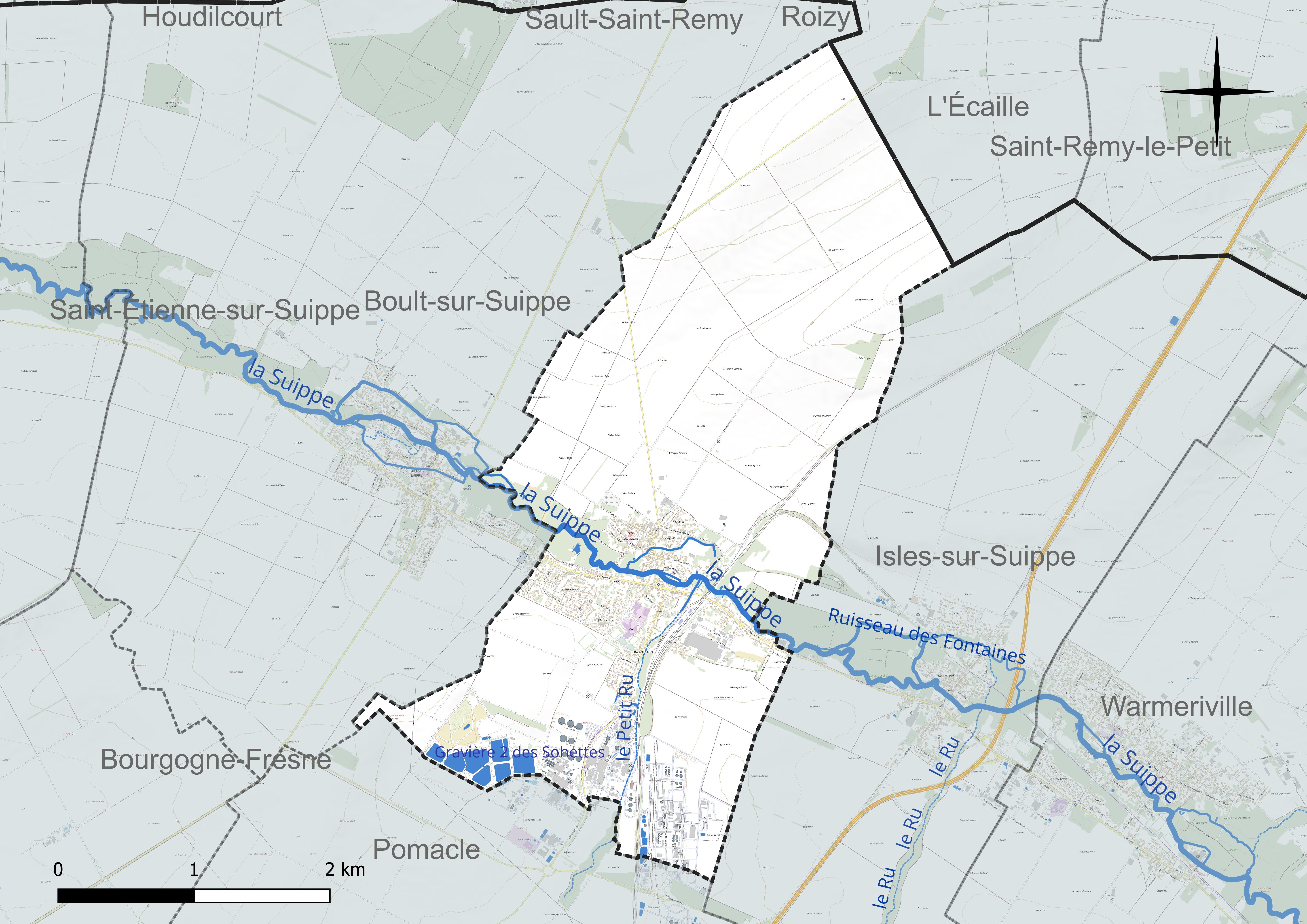
Réseau hydrographique de Bazancourt.

Un plan d'eau complète le réseau hydrographique : la gravière 2 des Sohettes (1,7 ha),.

#### Gestion et qualité des eaux
Le territoire communal est couvert par le schéma d'aménagement et de gestion des eaux (SAGE) « Aisne Vesle Suippe ». Ce document de planification, dont le territoire s’étend sur 3 096 km2 répartis sur trois départements (Aisne, Marne et Ardennes) et deux régions (Champagne-Ardenne et Picardie), a été approuvé le 16 décembre 2013. La structure porteuse de l'élaboration et de la mise en œuvre est le Syndicat d’aménagement des bassins Aisne Vesle Suippe (SIABAVES).
La qualité des cours d’eau peut être consultée sur un site dédié géré par les agences de l’eau et l’Agence française pour la biodiversité.

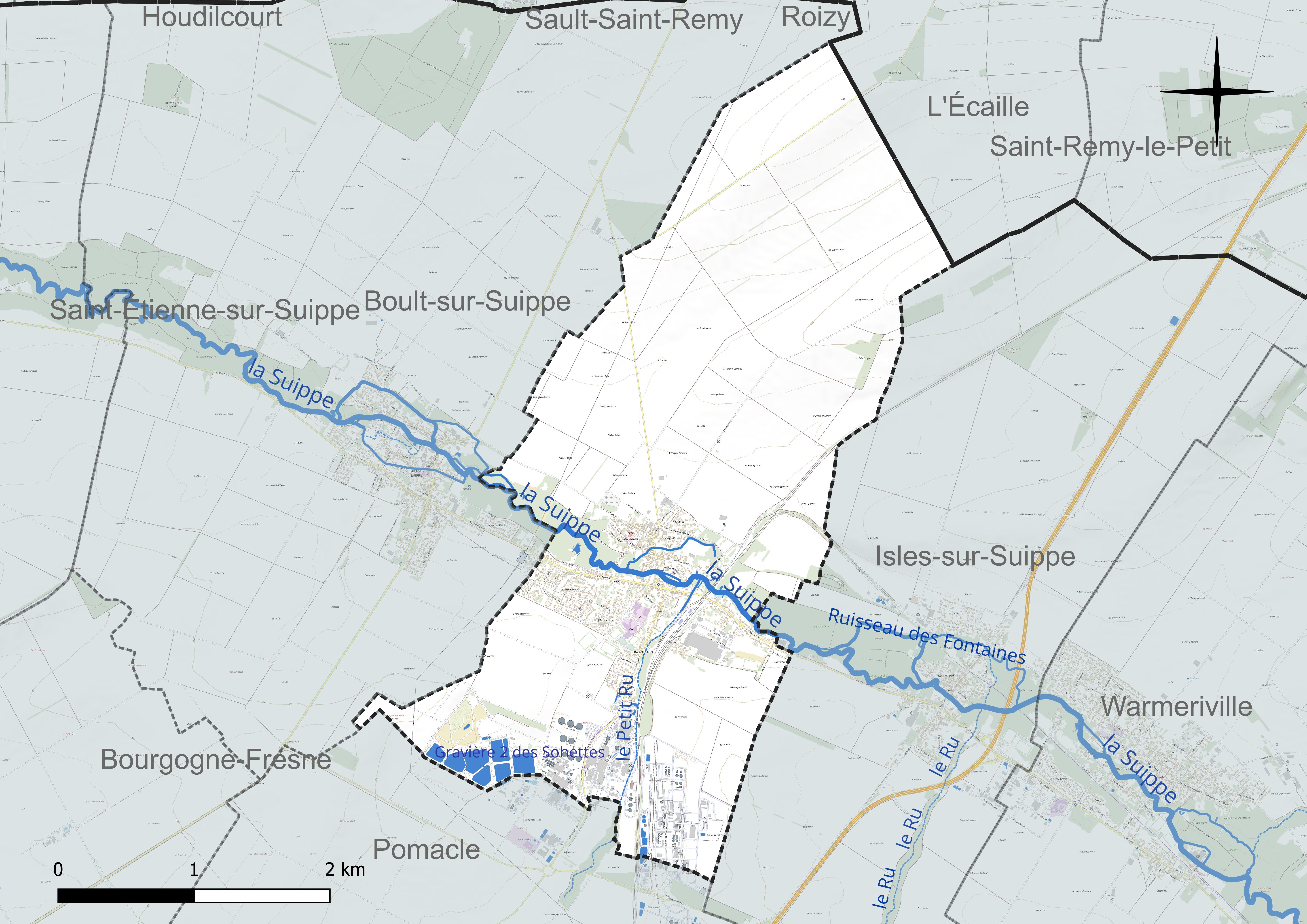
Réseau hydrographique de Bazancourt.

### Climat
Pour des articles plus généraux, voir Climat du Grand Est et Climat de la Marne.
En 2010, le climat de la commune est de type climat océanique dégradé des plaines du Centre et du Nord, selon une étude du Centre national de la recherche scientifique s'appuyant sur une série de données couvrant la période 1971-2000. En 2020, Météo-France publie une typologie des climats de la France métropolitaine dans laquelle la commune est exposée à un climat océanique altéré et est dans la région climatique Nord-est du bassin Parisien, caractérisée par un ensoleillement médiocre, une pluviométrie moyenne régulièrement répartie au cours de l’année et un hiver froid (3 °C).
Pour la période 1971-2000, la température annuelle moyenne est de 10,3 °C, avec une amplitude thermique annuelle de 15,4 °C. Le cumul annuel moyen de précipitations est de 689 mm, avec 11,3 jours de précipitations en janvier et 8,3 jours en juillet. Pour la période 1991-2020, la température moyenne annuelle observée sur la station météorologique de Météo-France la plus proche, « Mailly-civc », sur la commune de Mailly-Champagne à 23 km à vol d'oiseau, est de 11,2 °C et le cumul annuel moyen de précipitations est de 755,5 mm. 
La température maximale relevée sur cette station est de 39,8 °C, atteinte le 25 juillet 2019 ; la température minimale est de −20 °C, atteinte le 16 janvier 1985,,.
Les paramètres climatiques de la commune ont été estimés pour le milieu du siècle (2041-2070) selon différents scénarios d'émission de gaz à effet de serre à partir des nouvelles projections climatiques de référence DRIAS-2020. Ils sont consultables sur un site dédié publié par Météo-France en novembre 2022.

## Urbanisme

### Typologie
Au 1er janvier 2024, Bazancourt est catégorisée petite ville, selon la nouvelle grille communale de densité à sept niveaux définie par l'Insee en 2022.
Elle appartient à l'unité urbaine de Bazancourt, une agglomération intra-départementale regroupant deux  communes, dont elle est ville-centre,,. Par ailleurs la commune fait partie de l'aire d'attraction de Reims, dont elle est une commune de la couronne,. Cette aire, qui regroupe 294 communes, est catégorisée dans les aires de 200 000 à moins de 700 000 habitants,.

### Occupation des sols

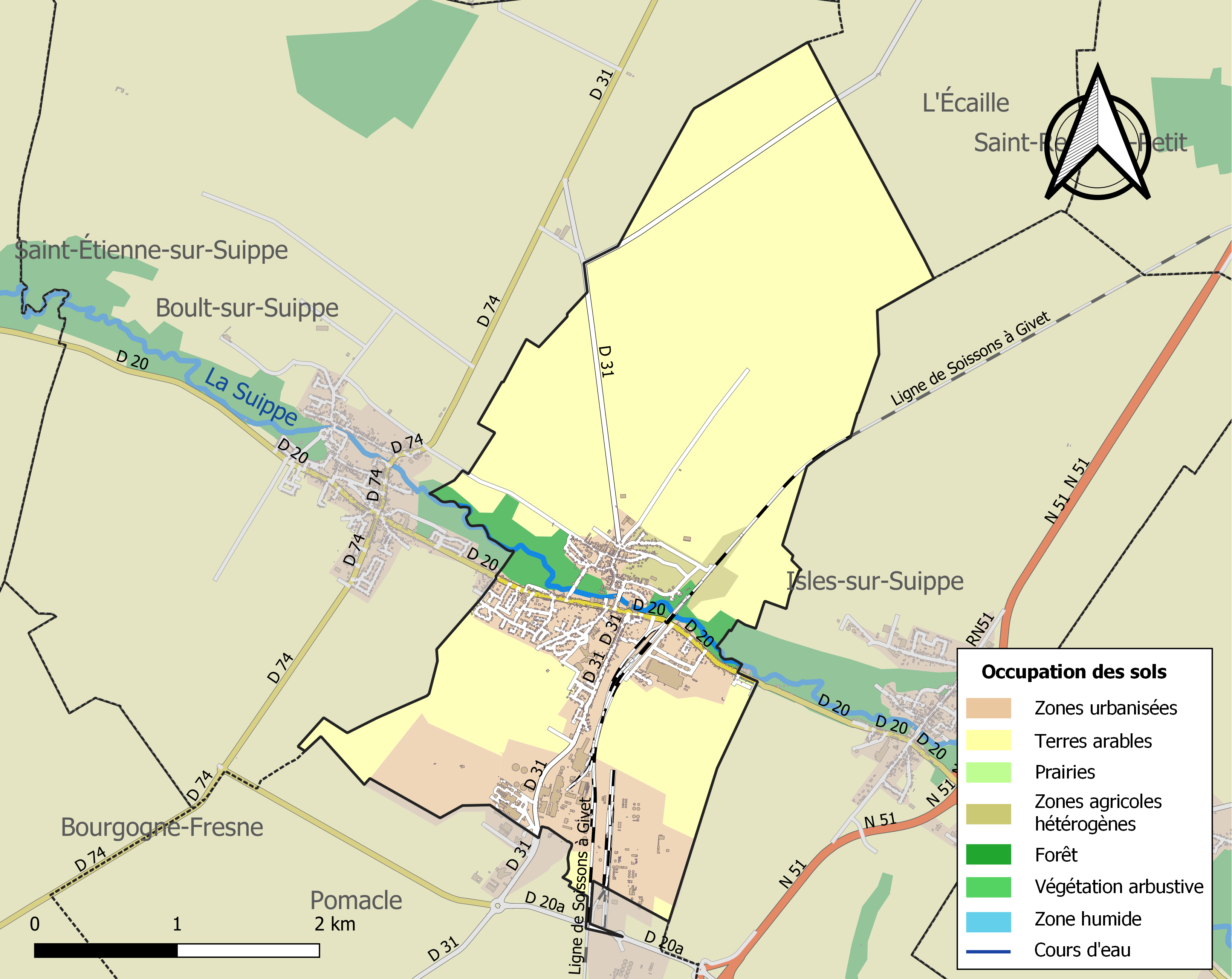
Carte des infrastructures et de l'occupation des sols de la commune en 2018 (CLC).

L'occupation des sols de la commune, telle qu'elle ressort de la base de données européenne d’occupation biophysique des sols Corine Land Cover (CLC), est marquée par l'importance des territoires agricoles (75 % en 2018), en diminution par rapport à 1990 (83,2 %). La répartition détaillée en 2018 est la suivante : 
terres arables (72,8 %), zones industrielles ou commerciales et réseaux de communication (12,2 %), zones urbanisées (5,4 %), mines, décharges et chantiers (3,7 %), forêts (3,7 %), zones agricoles hétérogènes (2,2 %). L'évolution de l’occupation des sols de la commune et de ses infrastructures peut être observée sur les différentes représentations cartographiques du territoire : la carte de Cassini (XVIIIe siècle), la carte d'état-major (1820-1866) et les cartes ou photos aériennes de l'IGN pour la période actuelle (1950 à aujourd'hui).

### Habitat et logement
En 2018, le nombre total de logements dans la commune était de 1 016, alors qu'il était de 874 en 2013 et de 836 en 2008.
Parmi ces logements, 93,3 % étaient des résidences principales, 0,4 % des résidences secondaires et 6,3 % des logements vacants. Ces logements étaient pour 86,3 % d'entre eux des maisons individuelles et pour 13,3 % des appartements.
Le tableau ci-dessous présente la typologie des logements à Bazancourt en 2018 en comparaison avec celle de la Marne et de la France entière. Une caractéristique marquante du parc de logements est ainsi une proportion de résidences secondaires et logements occasionnels (0,4 %) inférieure à celle du département (2,9 %) et à celle de la France entière (9,7 %). Concernant le statut d'occupation de ces logements, 65,5 % des habitants de la commune sont propriétaires de leur logement (66,7 % en 2013), contre 51,7 % pour la Marne et 57,5 % pour la France entière.
| Typologie                                               | Bazancourt | Marne | France entière |
| ------------------------------------------------------- | ---------- | ----- | -------------- |
| Résidences principales (en %)                           | 93,3       | 88,1  | 82,1           |
| Résidences secondaires et logements occasionnels (en %) | 0,4        | 2,9   | 9,7            |
| Logements vacants (en %)                                | 6,3        | 9     | 8,2            |

## Toponymie
Les mentions les plus anciennes de la localité sont v. 948 Basilicæ Cortis, Basilicæ Curtis, 953 Basilica Curtis, 987-996 Basilica Cortis, 1148 Basilicicurtis, 1200 Basencurtis, 1212 Basencort, 1215 Basancourt, 1236 Busancort, v.1263 Bazencort, 1371 Bezancourt, XIVe siècle Basencourt, 1433 Bazencourt, 1556 Bazincourt, 1728 Bazancourt-sur-Suippe, 1758 Buzancourt.

## Histoire

### Époque contemporaine
À la fin de la Première Guerre mondiale, le village est considéré comme détruit et a  été décoré de la Croix de guerre 1914-1918, le 1er octobre 1920.

## Politique et administration

### Rattachements administratifs et électoraux

#### Rattachements administratifs
La commune se trouve dans l'arrondissement de Reims du département de la Marne.
Elle faisait partie depuis 1802 du canton de Bourgogne. Dans le cadre du redécoupage cantonal de 2014 en France, cette circonscription administrative territoriale a disparu, et le canton n'est plus qu'une circonscription électorale.

#### Rattachements électoraux
Pour les élections départementales, la commune fait partie depuis 2014 du canton de Bourgogne-Fresne
Pour l'élection des députés, elle fait partie de la première circonscription de la Marne.

### Intercommunalité
Bazancourt était le siège de la petite communauté de communes de la Vallée de la Suippe, un établissement public de coopération intercommunale (EPCI) à fiscalité propre créé fin 2003  et auquel la commune avait transféré un certain nombre de ses compétences, dans les conditions déterminées par le code général des collectivités territoriales.
Dans le cadre des dispositions de la loi portant nouvelle organisation territoriale de la République du 7 août 2015, qui prévoit que les établissements publics de coopération intercommunale (EPCI) à fiscalité propre doivent avoir un minimum de 15 000 habitants, cette intercommunalité a fusionné avec ses voisines pour former, le 1er janvier 2017, la communauté urbaine dénommée Grand Reims dont est désormais membre la commune.

### Tendances politiques et résultats
Lors des élections municipales de 2014 dans la Marne, la liste DVG menée par le maire sortant est la seule candidate et obtient donc la totalité des 806 suffrages exprimés du premier tour. Elle est élue en totalité, et 6 de ses membres siègent également au conseil de la communauté de commune.
Lors de ce scrutin, 43,03 % des électeurs se sont abstenus et 12,01 % des votants ont choisi un bulletin blanc ou nul.
Lors des élections municipales de 2014 dans la Marne, la liste menée par Anne-Sophie Romagny, — Maire-adjointe sous le mandat 2014-2020 et qui bénéficiait du soutien du maire sortant qui ne se représentait pas — est  la seule candidate et obtient donc la totalité des 404 suffrages exprimés du premier tour. Elle est élue en totalité, et 1 de ses membres siège également au conseil du Grand Reims.
Lors de ce scrutin marqué par la pandémie de Covid-19 en France, 72 % des électeurs se sont abstenus et 11,98 % des votants ont choisi un bulletin blanc ou nul.

### Liste des maires
| Période                                  | Période        | Identité            | Étiquette     | Qualité |
| ---------------------------------------- | -------------- | ------------------- | ------------- | --- |
| Les données manquantes sont à compléter. |                |                     |               | |
|                                          |                |                     |               | |
| avant 1874                               | après 1875     | M. Quantinet        |               | |
| 1879                                     |                | M. Bourbon          |               | |
| 1879                                     | 1925           | Gustave Haguenin    | Gauche démoc. | Agriculteur Député de la Marne (1906 → 1914) Conseiller d'arrondissement (1895 → 1898) Conseiller général de Bourgogne (1898 → 1913)                                                  |
|                                          |                |                     |               | |
| mars 1965                                | mars 1977      | René Chazot         |               | |
| mars 1977                                | novembre 1991  | Michel Prévoteau    | UDF-CDS       | Directeur de sucrerie, Conseiller général de Bourgogne (1982 → 1991) Mort en fonction                                                                                                 |
| novembre 1991                            | mars 2001      | Claudette Blanchard |               | Cadre administratif et financier en sucrerie |
| mars 2001                                | novembre 2001  | Bernard Prévoteau   |               | Agriculteur Demissionnaire |
| décembre 2001                            | mai 2020       | Yannick Kerharo     | PS puis UDI   | Instituteur retraité Vice-président de la CU Grand Reims (2017 → 2020) |
| mai 2020                                 | septembre 2023 | Anne-Sophie Romagny | Centriste     | Cheffe d'entreprise dans le conseil en communication événementielle Présidente de la Mission locale rurale du Nord marnais ( ? → ), élue Sénatrice Union centriste en septembre 2023. |
| décembre 2023                            | En cours       | Dominique Leclère   |               | Ancien premier adjoint |

### Jumelages
- Gersheim, commune allemande, dans l'arrondissement de Sarre-Palatinat ou Saarpfalz et le Land de Sarre.

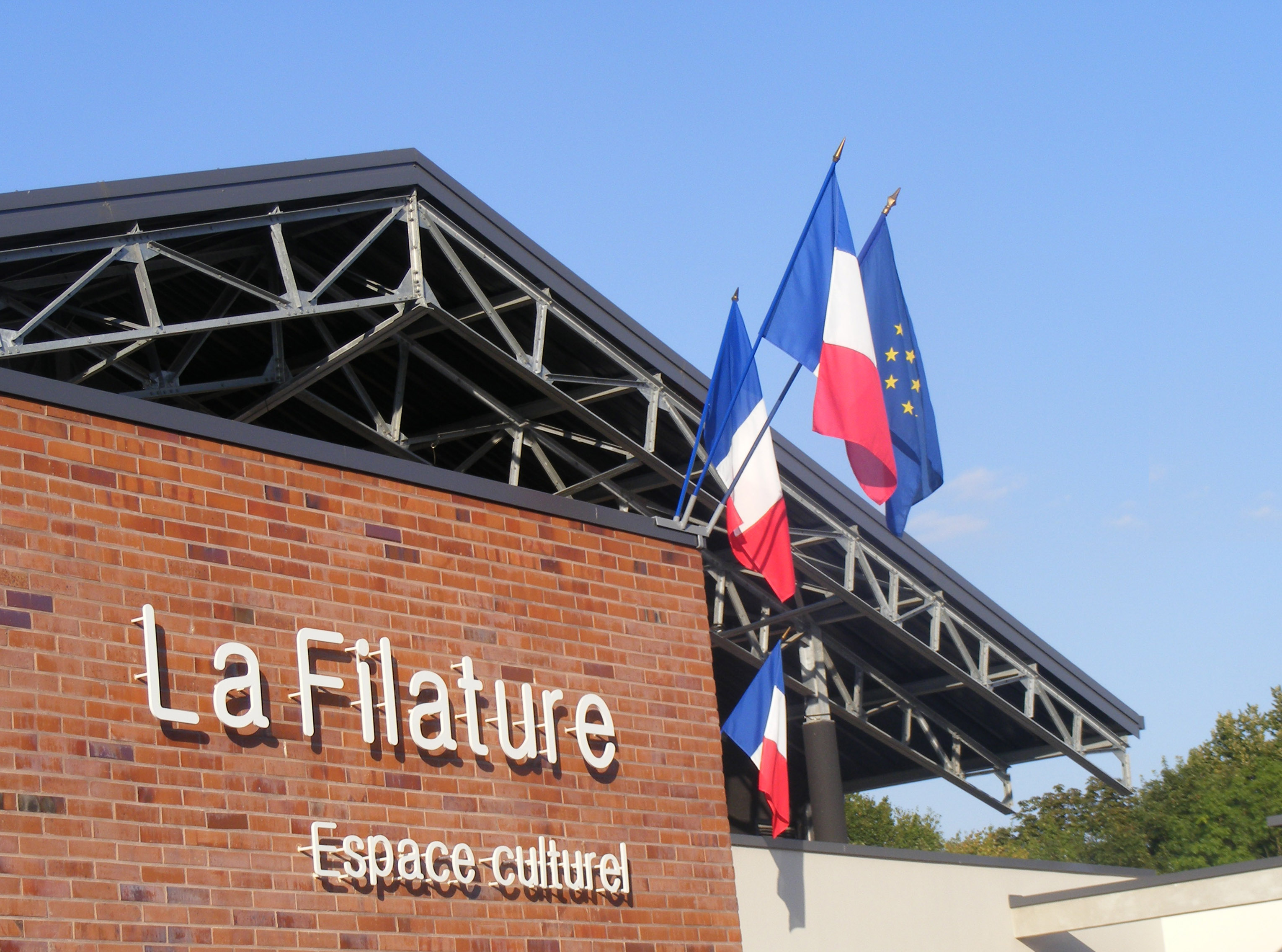
Espace culturel La filature.

## Population et société

### Démographie
L'évolution du nombre d'habitants est connue à travers les recensements de la population effectués dans la commune depuis 1793. Pour les communes de moins de 10 000 habitants, une enquête de recensement portant sur toute la population est réalisée tous les cinq ans, les populations de référence des années intermédiaires étant quant à elles estimées par interpolation ou extrapolation. Pour la commune, le premier recensement exhaustif entrant dans le cadre du nouveau dispositif a été réalisé en 2008.

En 2022, la commune comptait 2 441 habitants, en évolution de +14,82 % par rapport à 2016 (Marne : −1,19 %, France hors Mayotte : +2,11 %).
| 1793 | 1800 | 1806 | 1821 | 1831 | 1836 | 1841  | 1846  | 1851  |
| ---- | ---- | ---- | ---- | ---- | ---- | ----- | ----- | ----- |
| 815  | 427  | 436  | 737  | 931  | 991  | 1 137 | 1 115 | 1 081 |

| 1856  | 1861  | 1866  | 1872  | 1876  | 1881  | 1886  | 1891  | 1896  |
| ----- | ----- | ----- | ----- | ----- | ----- | ----- | ----- | ----- |
| 1 092 | 1 211 | 1 202 | 1 306 | 1 171 | 1 313 | 1 472 | 1 341 | 1 315 |

| 1901  | 1906  | 1911  | 1921  | 1926  | 1931  | 1936  | 1946  | 1954  |
| ----- | ----- | ----- | ----- | ----- | ----- | ----- | ----- | ----- |
| 1 047 | 1 162 | 1 139 | 1 073 | 1 272 | 1 274 | 1 327 | 1 242 | 1 336 |

| 1962  | 1968  | 1975  | 1982  | 1990  | 1999  | 2006  | 2008  | 2013  |
| ----- | ----- | ----- | ----- | ----- | ----- | ----- | ----- | ----- |
| 1 545 | 1 748 | 1 791 | 1 816 | 1 877 | 1 940 | 1 961 | 1 965 | 2 001 |

| 2018  | 2022  | - | - | - | - | - | - | - |
| ----- | ----- | - | - | - | - | - | - | - |
| 2 297 | 2 441 | - | - | - | - | - | - | - |

### Vie associative
La filature
La Filature, médiathèque et salle de spectacles, construite à l'emplacement des anciennes filatures Lelarge.

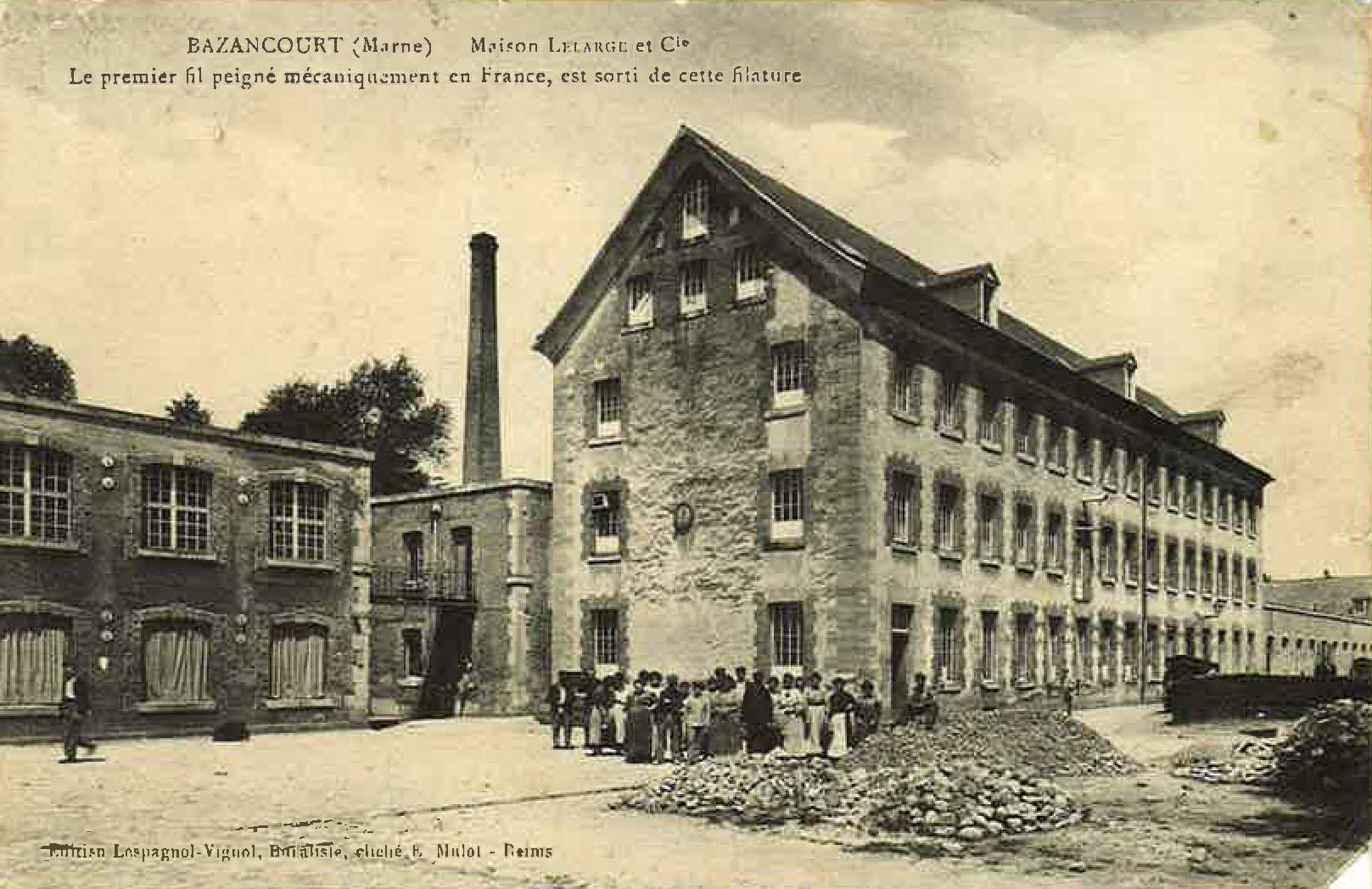
l'ancienne filature Lelarge
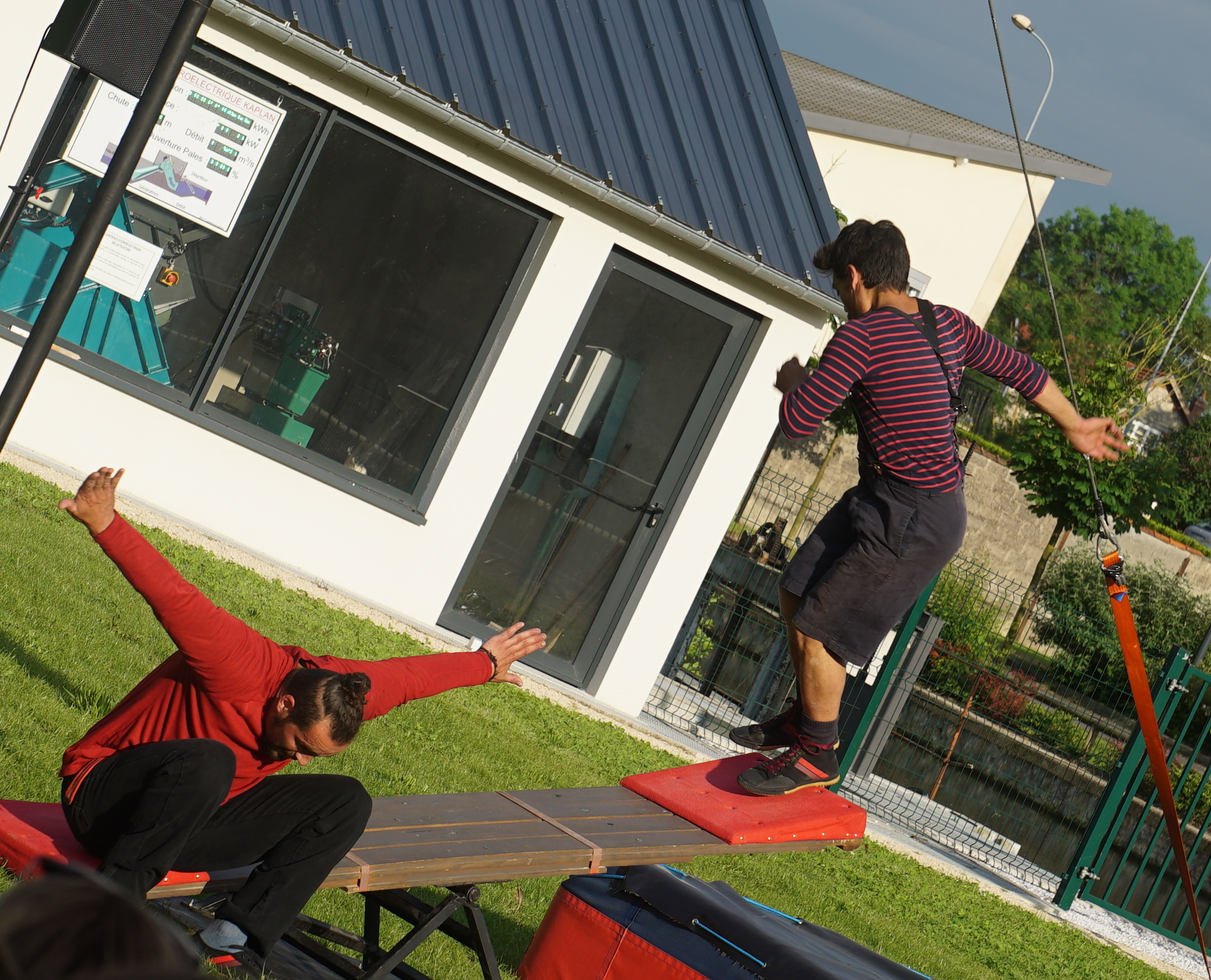
La Filature organise
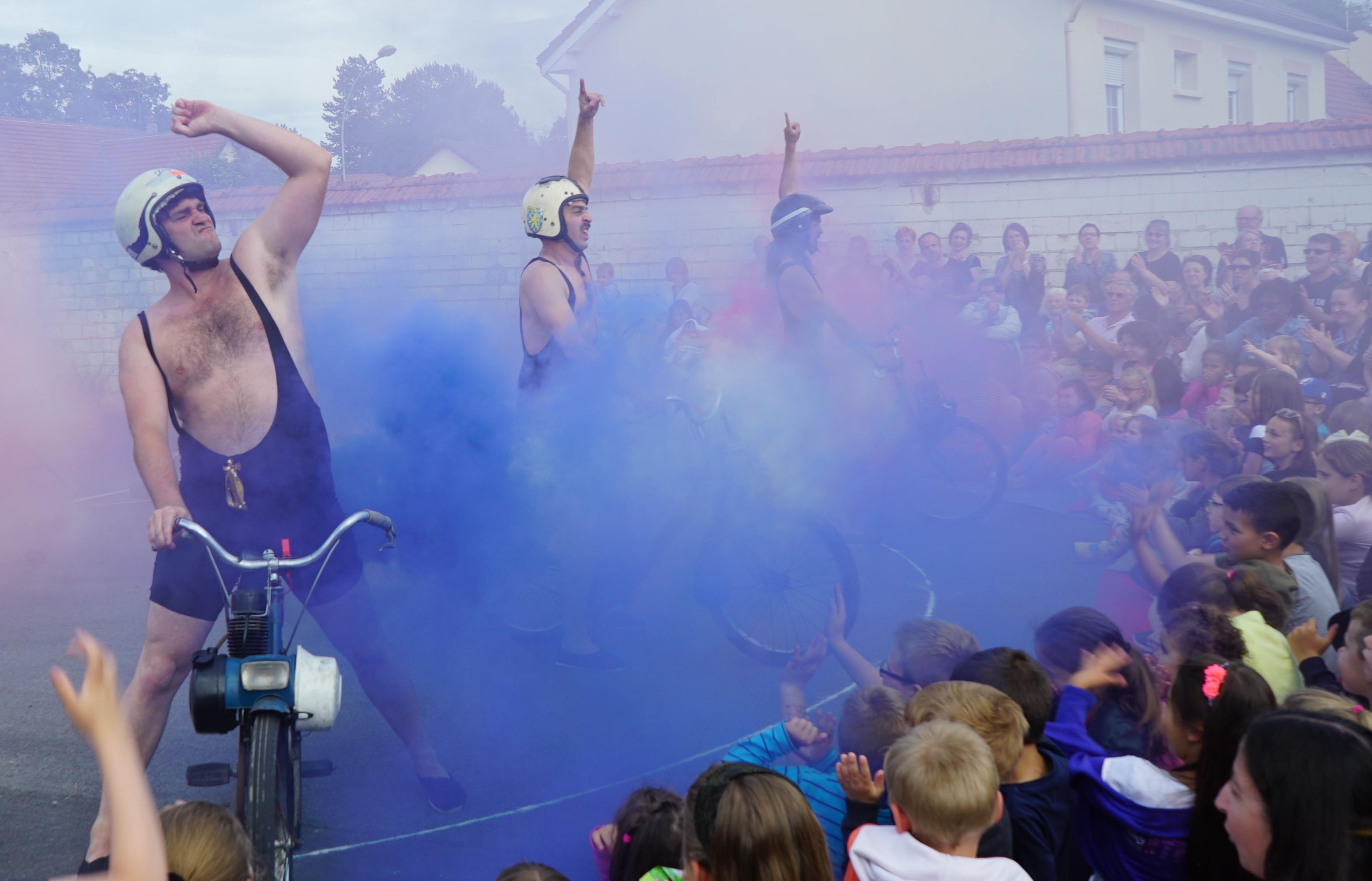
un spectacle
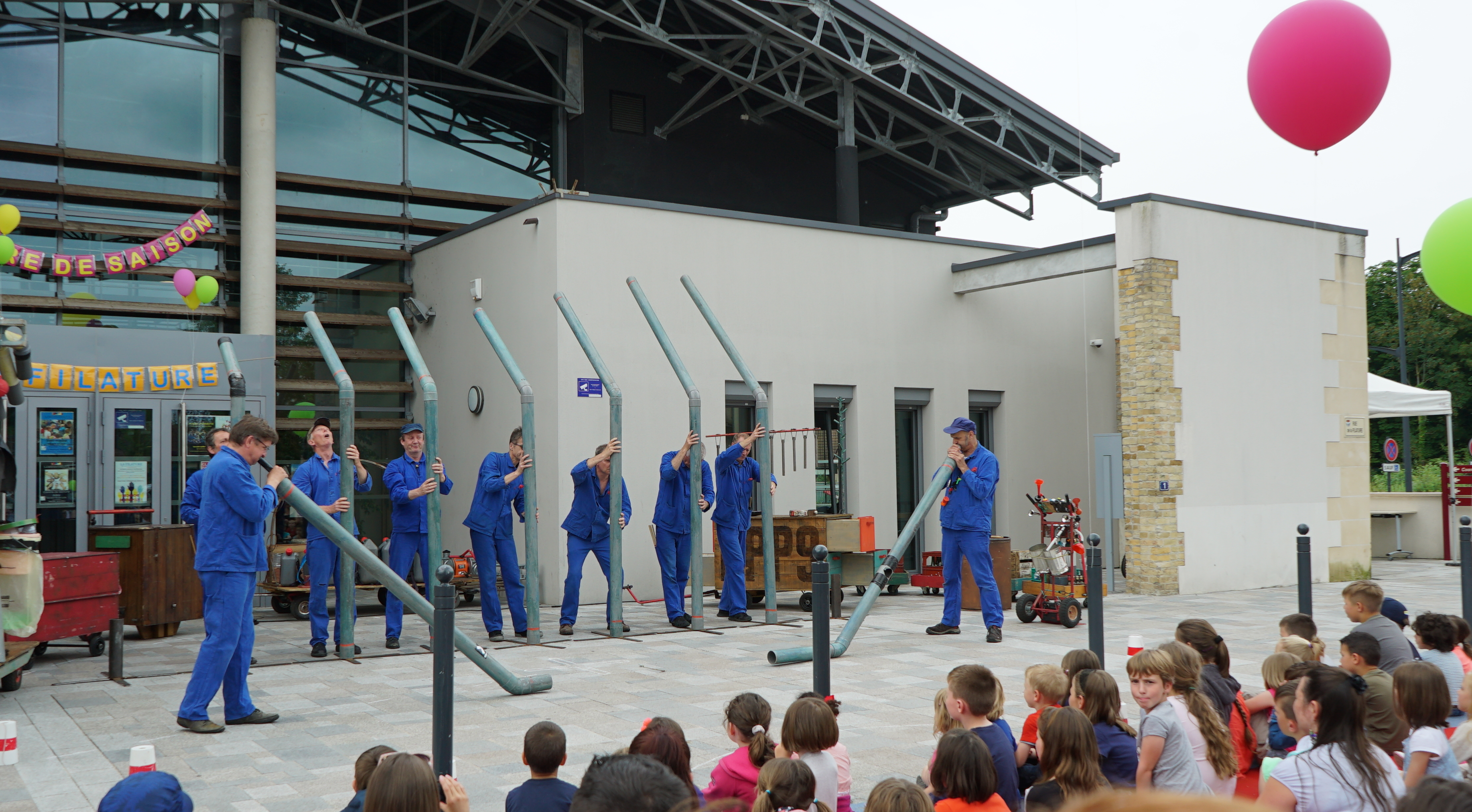
de rue en fin
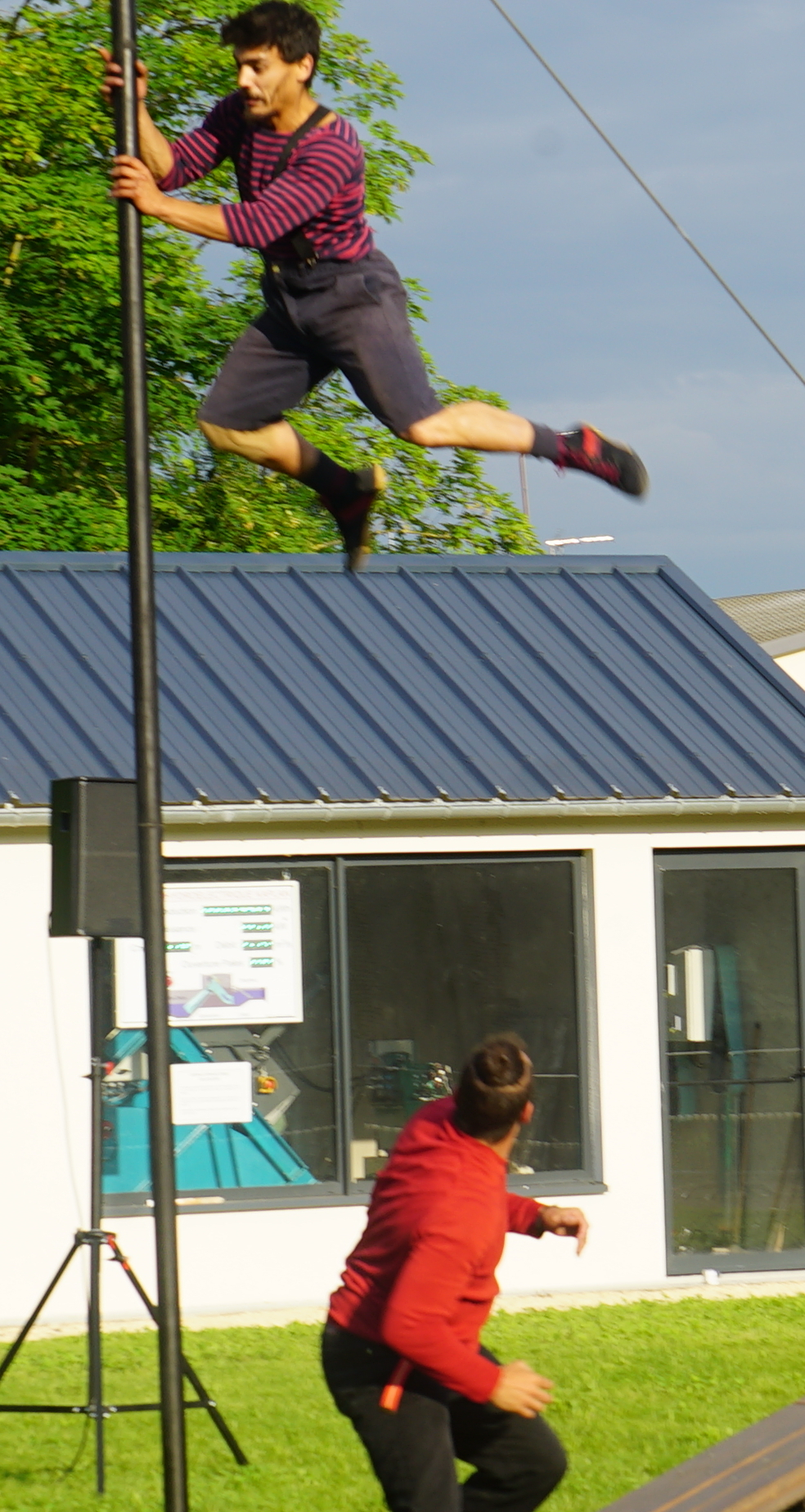
de saison.

Le FJEP
Le FJEP de Bazancourt (ou Foyer des Jeunes et d'Éducation Populaire), est une association regroupant tout un lot d'activités se déroulant sur Bazancourt et les communes alentour. Elle regroupe plusieurs activités sportives (canoë-kayak, handball…), mais aussi artistiques (peinture, photographie…).

## Économie
La commune héberge sur son territoire un très important site de production sucrière (marque Daddy) appartenant au groupe Cristal Union/Cristanol. En 2024, la société gestionnaire demande l'autorisation d'installer un mini-réacteur nucléaire pour produire de l'énergie décarbonée destinée à la production d'alcool et de bioéthanol.

## Culture locale et patrimoine

### Lieux et monuments

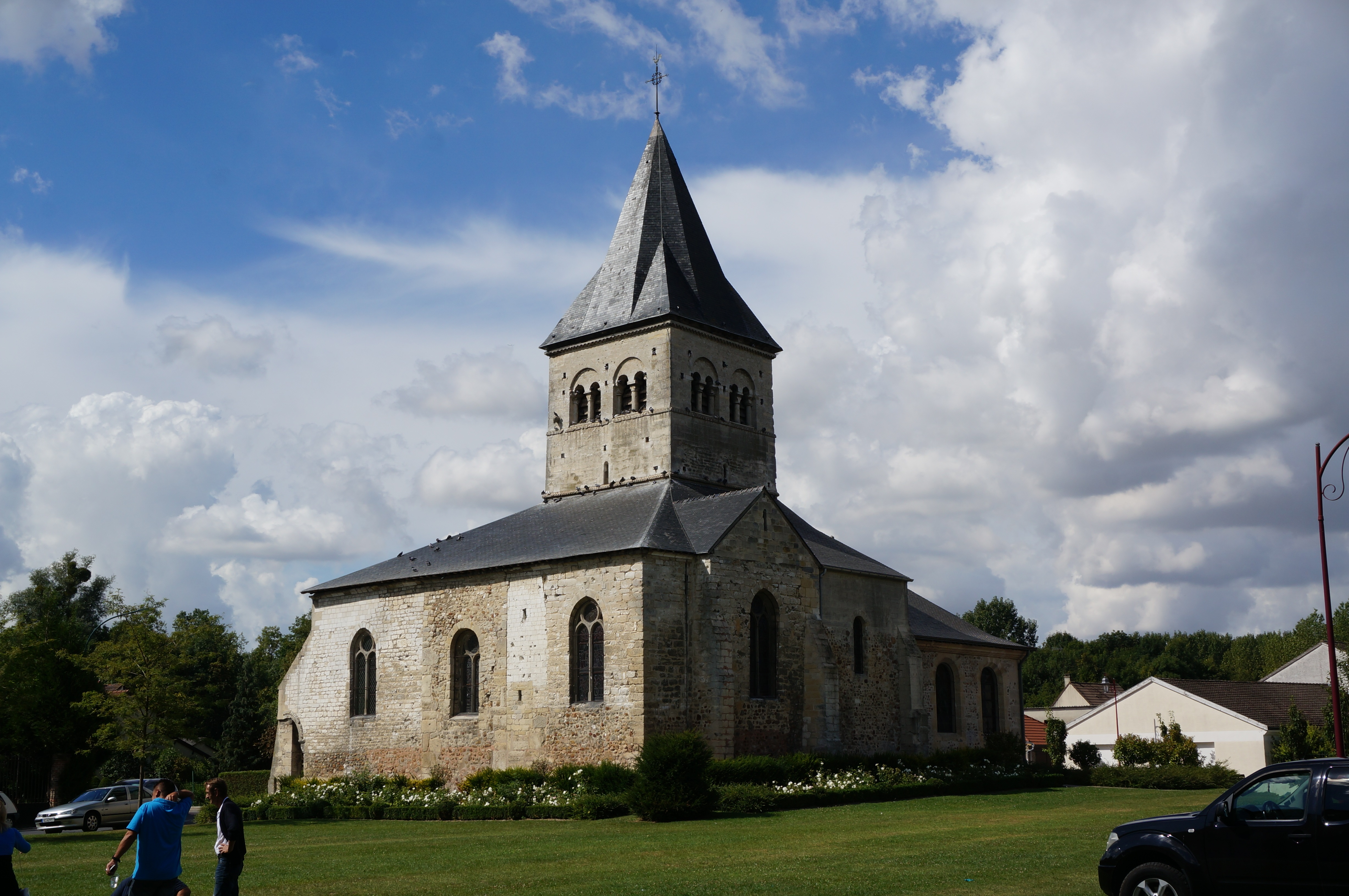
L'église.

- Le monument aux morts et celui à la 21e régiment d'infanterie coloniale qui libérait le village en 1918.
- L'église Saint-Rémy de Bazancourt a été construite au XIIe siècle puis remaniée au siècle suivant ainsi qu'aux XIVe et XVIIIe siècles. Son chœur et clocher sont classés monument historique depuis 1914[37].
- Le rocher de la Vierge.
- Source qui a été utilisée lors d'une épidémie de choléra.

### Bazancourt dans les arts et la culture
C'est à Bazancourt que commence le roman d'Ernst Jünger Orages d'acier : Le train fit halte à Bazancourt, petite ville de Champagne.

### Personnalités liées à la commune
- Pierre Jobert-Lucas (1766-1841), maire de Reims, industriel de Bazancourt.
- Hippolyte Mailly (1829-1888), dessinateur, caricaturiste de presse et photographe picard, a passé les dernières années de sa vie à Bazancourt où il est mort.

### Héraldique
| Blason de Bazancourt | Blason  | D'azur au pairle d'argent chargé d'une clef renversée de sable, accompagné en chef d'un semi de billettes aussi d'argent, à dextre d'une bobine d'or et à senestre d'un bouquet de trois épis de blé du même posé en barre, au chef cousu de gueules chargé de trois abeilles volantes aussi d'or. |
| Blason de Bazancourt | Détails | Le statut officiel du blason reste à déterminer. |

## Pour approfondir